# Leptotrichum paulense
Leptotrichum paulense là một loài rêu trong họ Ditrichaceae. Loài này được Geh. & Hampe Kindb. mô tả khoa học đầu tiên năm 1889.